# KAZN
KAZN is een radiostation in Los Angeles en omstreken die het Standaardmandarijn als voertaal gebruikt. Het is een 24 uurszender. De slogan van het station is "MultiCultural Broadcasting".
Voordat KAZN er was, werd op deze zender klassieke muziek gedraaid van het radiostation KFAC.
In de vroege jaren negentig gebruikte de zender meerdere talen. Chinese Chinese programma's werden alleen 's avonds uitgezonden. Deze waren in Standaardmandarijn en Standaardkantonees. In 1993 verliet Tang Ron-shu als eigenaar van de zender, hierdoor werden voortaan alleen Chinese programma's uitgezonden.
In 1998 werd KAZN onderdeel van Multicultural Radio Broadcasting, Inc. Hierbij begon ook de mogelijkheid om de zender via internet te beluisteren. In de afgelopen jaren heeft de zender onder meer bekende sterren uit het Vasteland van China, Taiwan en Hong Kong geïnterviewd.
De huidige officiële website van KAZN gebruikt vereenvoudigd Chinees en traditioneel Chinees als hanzi.